# Bethany Firth
Pour les articles homonymes, voir Firth.
Bethany Charlotte Firth (née le 14 février 1996) est une nageuse nord-irlandaise concourant pour la Grande-Bretagne depuis 2014 ; auparavant, Firth concourait pour l'Irlande. Quatre fois championne paralympique, elle remporte l’or dans son épreuve de spécialiste, le 100 m dos pour l’Irlande aux Jeux paralympiques d’été 2012 et la Grande-Bretagne aux Jeux paralympiques d’été 2016, en plus du 200 mètres quatre nages et du 200 mètres nage libre pour la Grande-Bretagne, où elle devient la championne paralympique la plus titrée du pays avec trois médailles d'or et une médaille d'argent. Elle concourt dans la classification S14 pour les athlètes ayant une déficience intellectuelle. 

## Enfance
Bethany Charlotte Firth est née le 14 février 1996 à Seaforde (en) dans le comté de Down, en Irlande du Nord. Son père, Peter, est enseignant et ancien ministre de l'église, et sa mère, Lindsey, est infirmière praticienne. Elle est chrétienne et membre de la Christian Fellowship Church. Enfant, elle est aquaphobe après être tombé dans un piscine à l'âge de quatre ans. 
Firth a des difficultés d’apprentissage qui entraînent une perte de mémoire à court terme. 

## Carrière
Le 31 août 2012, Firth, qui participe à ses premiers Jeux paralympiques pour l'Irlande, remporte une médaille d'or aux Jeux paralympiques de 2012 à Londres dans la finale du 100 m dos S14 en 1 min 08 s 93,. Firth, qui est la plus jeune membre de la délégation irlandaise, a commencé la natation seulement depuis trois ans auparavant. L'année suivante, elle remporte trois médailles d'argent aux Championnats du monde de natation handisport 2013 à Montréal : sur le 100 m brasse en battant son record personnel (1 min 18 s 74), sur le 200 m nage libre (2 min 11 s 91) et sur le 100 m dos (1 min 7 s 41).   
Plus tard dans la même année, elle annonce son intention de changer d’équipe nationale et de nager pour la Grande-Bretagne au lieu d’Irlande après une période hors compétition car « l’équipe britannique compte d’autres nageurs S14 - qui ont des troubles d’apprentissage - avec qui elle se mesurer ». L'année suivante, elle représente l'Irlande du Nord aux Jeux du Commonwealth de 2014, en participant à sept courses contre des athlètes non handicapés mais ne dépasse pas le stade des séries. 
En mars 2015, Firth bat le record du monde du 100 m brasse S14 en 1 min 14 s 40, soit 1 s 43 de mieux que le précédent record, lors des qualifications pour les championnats du monde IPC. Firth ne participe finalement pas aux Mondiaux après s'être fracturé le poignet à l'entraînement quelques jours seulement avant la compétition. 
Le 26 avril 2016, aux qualifications pour les Jeux paralympiques de 2016, Firth établi un nouveau record du monde sur le 200 m nage libre S14 en 2 min 03 s 70. 
Le 8 septembre 2016, Firth défend son titre paralympique sur le 100 m dos S14 à Rio de Janeiro et remporte l'or en 1 min 04 s 05, un nouveau record du monde de la distance. C'est sa première médaille d'or paralympique sous la bannière britannique. Lors de ces Jeux, Firth remporte deux autres médailles d'or sur le 200 m nage libre S14 (2 min 3 s 30) et le 200 m 4 nages (2 min 19 s 55) et une d'argent sur le 100 m brasse SB14 (1 min 12 s 89). Elle est l'athlète britannique la plus décorée des Jeux. 
Firth est nommée membre de l'Ordre de l'Empire britannique (MBE) lors de la cérémonie du Nouvel An 2017 pour services rendus à la natation,. 
Aux Championnats d'Europe handisport à Dublin, elle est médaillée d'or sur le 200 m nage libre S14 et le bronze sur le 100 m brasse SB14 en 1 min 16 s 84. Le 16 août, elle ajoute l'or sur le 100 m dos S14 à sa collection en 1 min 04 s 23. Elle remporte aussi l'or lors du nouvellement introduit relais 4 x 100 m 4 nages mixte. 
En 2019, elle remporte sa première médaille d'or mondiale lors des Mondiaux à Londres sur le 100 m dos S14 en 1 min 05 s 97 (nouveau record des championnats) devant la Russe Valeriia Chabalina et sa compatriote Jessica-Jane Applegate. Trois jours plus tard, elle gagne une deuxième médaille d'or avec le relais 4 x 100 m 4 nages mixte avec Thomas Hamer, Jessica-Jane Applegate et Reece Dunn. Le relais britannique bat le record du monde de la distance en 3 min 42 s 21. Elle est également médaillée d'argent sur le 200 m nage libre S14 en 2 min 06 s 18. En octobre, elle est nommée parmi les 100 Women de la BBC. 

## Distinctions
- 2017 : Ordre de l'Empire britannique[17]
- 2019 : 100 Women[25]